# 田代岛
田代島（日语：／ Tashirojima */?）是日本的一个岛屿，隸屬宫城县石卷市，位於牡鹿半岛以西。该岛总面积3.14km²，海岸線總長11.5km。島上最高峰為正島山，海拔約96米。岛上人口约70人。该地经济以渔业为主。岛内有猫神社。当地居民奉猫为神明，堪称“猫岛”。

## 歷史
田代島曾生產絲布。當地人為了治鼠，便飼養了貓。隨時代轉變，田代島已經不再生產絲布，但島民依然視貓兒為島上的成員。全島只有70人，卻有幾百隻貓，貓比人多，成為當地一大特色。

## 設施
島上設有郵局，但島民甚少到那裡領取郵件和包裹。因為島民以老人為主，郵差會直接把郵件和包裹送到府上，郵差甚至會為老人做些雜務，例如水電維修，人情味相當濃厚。
除了郵局，島上還有十多間民宿，為旅客提供食宿和導遊服務。平日的田代島相當寧靜，只見貓兒到處流連。可是到了假日，遊客就會湧到島上。

## 景點
島上有一貓神社，供奉貓神。據說，往日的漁民會藉觀察貓的行為來預測天氣。某日，有一隻貓被石頭砸死，幸好有善心的漁民把牠好好安葬。想不到的是，那位漁民竟然走大運，連年漁獲豐收。

## 黑傑克
島上有一隻花貓，黑白色，名叫黑傑克。根據都市傳奇，只要摸到牠，就會走運一整年。

## 注意事項
田代島又稱貓島，在那裡狗是不受歡迎的，因此除了導盲犬等工作犬因工作需要外，禁止登島者攜帶狗隻入島。

## 相关作品
- 冒險王 (2009年3月)

## 另見
- 大久野島，位於廣島縣，多兔
- 台灣猴硐貓村